# Fanny Cavallo
Pour les articles homonymes, voir Cavallo.
Fanny Cavallo est une joueuse de basket-ball française née à Koulikoro au Mali le 14 février 1990. Elle  évolue au poste d'ailière.

## Biographie
Elle sort du Centre fédéral à Paris où elle a été formée.
Elle joue à l'ASPTT Aix en Provence et à l'USO Mondeville, en ligue féminine de basket, première division du basket-ball français. Avec ce dernier club, elle participe à l'Eurcoupe, le club terminant cette compétition en quart de finale. Sur cette compétition, dont elle dispute neuf rencontres, elle présente des statistiques de 2,1 points, 1,7 rebond, 1 passes en 11 minutes 7.
Elle rejoint ensuite les États-Unis où elle évolue dans le championnat universitaire américain, en National Junior College Athletic Association (NJCAA), à College of Southern Idaho (ou CSI). Ses débuts sont toutefois retardés, l'université devant attendre la preuve par la Fédération française de basket-ball et ses parents qu'elle n'a jamais joué avec un statut de professionnelle.
Elle a également joué en équipe de France cadette en 2006. Elle termine cinquième de l'Euro cadette avec la France à Kosice en Slovaquie. Sélectionnée en équipe de France U18 en 2007 et 2008 elle n'est pas retenue dans la sélection finale. 
Fanny Cavallo poursuit ses études en parallèle de sa carrière.

## Clubs
- 2000-2002  Lorgues
- 2002-2003  Fréjus
- 2003-2004  Aix-en-Provence
- 2004-2005  Hyères-Toulon
- 2005-2008  Centre fédéral
- 2008-2009  ASPTT Aix en Provence
- 2009-2010  USO Mondeville
- 2010-2011  College of Southern Idaho, (NJCAA)
- 2011-2012  Georgia Perimeter College, (NJCAA)
- 2012-2014  LIU (NCAA)